# العبادلة
العبادلة بلدية تابعة إقليميا إلى دائرة العبادلة بولاية بشار الجزائرية. أنشئت فوق نجد واسع على الضفة اليمنى لوادي قير في عام 1963، وفقا للمرسوم 16 ماي 1963، الذي جاء لإعادة تنظيم حدود بلديات الجزائر وتقلص عددهم إلى 676 بلدية.

## الموقع الجغرافي

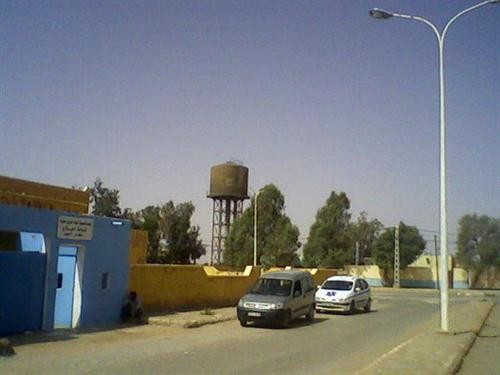
العبادلة

تقع إلى الجنوب الغربي من الجزائر العاصمة بحوالي 1060 كم، وتعتبر العبادلة من أكبر دوائر ولاية بشار ولها مرافق كثيرة ومتنوعة.
يحدها:
- من الجنوب: دائرة بني عباس
- من الشمال: بشار
- من الشرق: تاغيت
- من الغرب: عرق فراج

## التقسيم الإداري
بعد التقسيم الإداري 1974 أصبحت دائرة متكونة من ثلاتة بلديات وهم العبادلة تاغيت وتبلبالة وهذا حتى عام 1984 أين أصدر التقسيم الإداري الجديد الذي قسم دائرة العبادلة إلى ثلاثة دوائر تضم حاليا ثلاتة بلدبات بلدية العبادلة: مساحتها 2870 كلم2 بلدية عرق فراج: مساحتها 6410 كلم2 بلدية مشرع هواري بومدين: مساحتها 2820 كلم.

## المناخ
العبادلة تتمتع بمناخ صحراوي حار وجاف، سماء صافية طيلة أيام السنة مع نذرة في التساقط. أحيانا هطول أمطار فجائية تتسبب في حدوث سيول أو فيضانات بوادي قير ووادي بشار. أبرد الشهور هي ديسمبر ويناير وفبراير، حيث تكون درجة الحرارة بين واحد و18 درجة مئوية. خلال أشهر الصيف، يمكن أن تصل درجة الحرارة إلى 45 درجة مئوية. مع رطوبة تقدر بحوالي.
الرياح الموسمية 

تهب على العبادلة عواصف رملية عنيفة وتهب من الجنوب الغربي، هي ان متتالية على مدار السنة ولكن بصفة خاصة في فصل الربيع مع الأقصى في أبريل، وغالبا ما تتسبب في خسائر فادحة تصيب الزرع والماشية، ويبدأ الجو في التحسن ابتدأ من شهر سبتمبر عندما يتغير اتجاه الرياح، لتصبح شمالية شرقية وهي معروفة محليا باسم (البحـري)، وهي غالبا ما تكون محملة بشيء من الرطوبة فتعمل على تلطيف الجو ولا سيما ليلا. ويرحب سكان المنطقة كثيرا بهذه الرياح فهي تساعد على تلقيح أشجار نخيلهم، كما يرحبون بالحرارة أثناء النهار لكونها عاملا أساسيا في نضج تمارها.

## التاريخ

### القبور القديمة
تنتشر بالعبادلة عدة قبور قديمة حيث نجدها في مناطق (السخونة لمفيرد، لمبيديعة حسب الباحث في تراث المنطقة الأستاذ فلاح لخضر يعود تاريخ تعمير العبادلة إلى فترات ما قبل التاريخ هذه قبور ضخمة يسمّيها الأهالي الكر اكر ويعتقد أن سبب كبر حجمها أنّ الميّت كان يدفن معه كل لوازمه اعتقادا منهم بأنّه يحتاجها في العالم الذي رحل إليه وفي غياب البحث والمراجع لا أحد يعرف في أي عصر وجدت هذه الأهرامات الصغيرة التي منهما له مدخل ويقال بأنّها قبور النبلاء ومنه ما ليس له مدخل ويقال بأنّها قبور العامّة من النّاس.

### الرسومات الحجرية
بصمات الإنسان الذي عمّر المنطقة على مرّ العصور هي كثيرة نذكر منها النقوش الصخرية: ولعلّ أشهرها تلك الموجودة في وادي قير وزوسفانة فيها عدة رموز وإشارات تعكس الحياة القديمة للإنسان، غالبيتها ترمز للبقر والغزال والخيول الشيء الذي أكد في بعض الروايات الشفهية وتقارير المؤلفين اللاتينيين ان داخل غابات أودية كانت تعيش فيها أفيال، وأبقارا لجاموس، والزواحف والثعابين.

### إبان الاستعمار الفرنسي
تاسست العبادلة كما هي معروفة اليوم مع مطلع القرن العشرين وذلك بعد مشادات
مع قوات الاستعمار الفرنسي دامت من 1870 حتى 1962 اجبر على اثرها
ذوي منيع على الاستقرار.
في يوم 15 أبريل 1870 وصلت الجيوش الفرنسية وعلى رأسها الجنرال ويمفان "wimpffen" ودخلت أول مرة منطقة العبادلة قبل احتلال بشار.

## الوسط الطبيعي

### التضاريس
دائرة العبادلة تقع على ضفاف «وادى قير» إذ تحيط بها حمادة قير المرتفعة عبر أكثر من ناحيتين من الشمال الغربي وإلى الجنوب الغربي، كما توجد بها مرتفعات الشمالية امتدادًا لسلسلة جبال الأطلس الصحراوي أهمها شبكت جهانى مرتفعات «منونات» و«حدب شواهد» و «قرة اللحم» شائب راسوو «على طول الناحية الجنوبية الغربية وقور لمفيرد» «قوير النموس و» الثيلة
«توميات»

### وادى قير
يعتبر هذا الوادي من أهم الوديان وهو من أطول أودية المغرب العربي مسافة وأقلها فائدة وأكثرها مخافة من احتمالات الفيضان إذ يبلغ طوله اكتر من 600 كلم كما جاء في بعض كتـب المؤرخين والرحالة العـرب والأعاجم كابـن حوقـل وابن خلدون. يمر هدا الوادى بين جبال الأطلس وبين القصور الشمالية لجماعة زادي النعام ببوذنيب بالمغرب. ويمتد إلى الصحراء الجزائرية في ولاية ادرار. كما توجد أودية أخرى عديدة منها:"وادي منونة "وادي زقيلمة"و"وادي ساخونة"و"وادي بوعلالة"

### ضاية الطيور
تفع ضاية الطيور في متصف المسافة بين العبادلة وتاغيت وهي عبارة عن بحيرة أين يختزن الماء السطحي للاودية بوديب، بشار، صفاية وخملية، تتمركز بين سلسلة من الجبال احباسة منقار ولمفيرد. في الخريف والشتاء تعوم تحت الأمطار الموسمية، ولكنها تجف تدريجياً خلال الربيع والصيفْ
إنشاء البحيرة الاصطناعية.

## الفلاحة

### سهل العبادلة
“المحيط الفلاحي” هو واحد من المشاريع التنموية الكبرى لزراعة التي قامت بها الدولة الجزائرية تم انجازه في عام 1971 من طرف شركة أمريكية إلى توفير كافة الإمكانيات لاستغلاله من خلال تهيئته وربطه بسد “جرف التربة” الذي يزود السد الصغير بماء السقي على طول السنة وهو يعتبر سهلا زراعيا خصبا يتوفر على عدة خصوصيات، أهم محاصيله إنتاج الحبوب "كالقمح والشعير ويحتوي غابات كثافة من الفر سيق والطلح وعدد كبير من أنواع الأشجار المثمرة مثل الزيتون والكروم، والنخيل كل هذه العوامل وغيرها تجعل لسهل بمكانيه أن يقاوم الحرارة ويصنفه ضمن المناطق الرطبة، تشتهر العبادلة بالفلاحة خاصة في فصل الصيف بإنتاج البطيخ الأحمر (الدليع) ذو الشهرة الوطنية كذلك إنتاج عدة منتجات من الخضر والفواكه.

### تربية الحيوانات
يكتسي قطاع تربية الماشية بالعبادلة مكانة متميزة على صعيد ولاية بشار، حيث يعد امتلاك القطيع، في تقاليد قبائل دوى منيع وغيرها من القبائل بالمنطقة، وسيلة للادخار والاستثمار ورمزا للغنى والوجاهة، مما ساعد على نمو الثروة الحيوانية بسهل العبادلة وتمثل تربية الماشية القطاع الاقتصادي الرئيسي بالولاية، وذلك بالنظر إلى الإمكانيات الهائلة التي تتوفر عليها المنطقة، ممثلة في تعدد المراعي الشاسعة والغابات المختلفة بالظروف المناخية الخاصة بكل ناحية، وتنوع النباتات وغيرها من الأعشاب التي تمثل الغذاء الطبيعي لقطعان الماشية بالولاية، والتي تمتاز بجودة لحومها غير أن هذا القطاع يعاني من عدة إكراه الطبيعة تتمثل على الخصوص في ظاهرتي الجفاف والفيضانات، مما يؤثر سلبا على قطيع الماشية ويحرمها من الكلأ.خلال السنوات غير الممطرة، مما يتطلب توفير مواد علفية كالشعير والتبن والعلف المركب وغيرها.

## الهيدروغرافيا

### الحياة النباتية والحيوانية
يسود أراضي دائرة العبادلة نظام إيكولوجي صحراوي. على الرغم من أن الحياة النباتية والحيوانية ليست ضخمة كما هو الحال في أجزاء أخرى من الجزائر إلا أن مجموعة كبيرة ومتنوعة من النباتات والحيوانات وجدة بالمنطقة. الأكثر إثارة للدهشة هو تأقلمها مع الصحراء القاحلة والمناخ الجاف الغطاء النباتي بالعبادلة في الأساس صحراوي. أثرت ندرة سقوط الأمطار على تطور الأنواع النباتية في مختلف أنواع الأراضي: الحمادة (صحراء صخرية)، الوادي والعرق (مجموعة الكثبان الرملية).

### الترفاس (الكمأة أو الفقع)
هو من الفطريات تنمو تحت سطح الأرض حيث لا بد من وجود نباتات أو أعشاب صحراوية لتنمو على جدورها مكونة معها نوع من أنواع المنفعة المتبادلة وهو يحتوي على قيمة غدائية هامة حيث يحتوي على جميع أنواع الأحماض الأمينية الأساسية وعلى البروتينات والدهون واللياف والمعادن أعلى من جميع الخضروات. وهو ينمو على طول حمادة العبادلة ويكون بكثرة بعد تساقط الأمطار بكميات كبيرة على المنطقة في هذه الفترة يتيح عدد كبير من فرص العمل وذلك بالإتجار به نظراً للطلب الواسع عليه كما يمكن تصديره إلى الخارج أو تصبيره وتعليبه كما أنه يحتوي على فوائد طبية عديدة

## موارد المياه

### سد جرف التربة

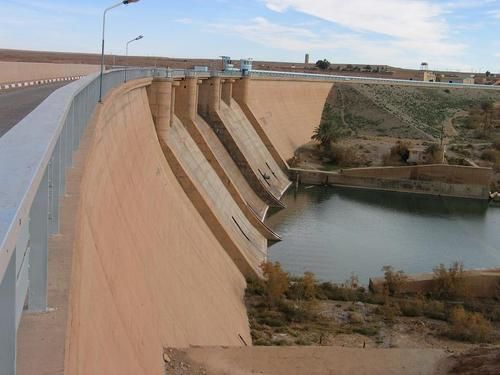

يقع سد جرف التربة غرب مدينة بشار على بعد 35 كلم’ هو يعد من أكبر السدود في الجزائر، يتغدى هذا السد من عدة أودية كبيرة وصغيرة آتية أغلبها من المغرب’ الأقصى وأكبرها وادي زلمو ويطلق عليه سكان المنطقة وادي قير يبلغ طول مجراه حوالي 600 كلم حيث يلتقي هذا الأخير بوادي الساورة بمنطقة اقلي. وهو الآن يزود مدينتي القنادسة وبشار بالمياه الصالحة للشرب، كما يزود سهل العبادلة الممتد على مسافة 70 كلم بالسقي الفلاحي طول الموسم.

### تربية الأسماك
تعد تربية الأسماك بمياه السدود والبحيرات الجبلية والمستنقعات والأحواض المائية من المشاريع الجديدة التي تعزز وتدعم اقتصاد الجهة الصحراوية الجزائرية التي
تضم حوالي مليوني ساكن ينتظرون يوميا حاجياتهم من الأسماك التي يتم جلبها من شمال الجزائر. تم زرع كميات كبيرة من أسماك البوري بسد جرف التربة ويتم صيدها وبيعها بأسواق الجملة بولاية بشار. إن فوائد هذه المشاريع ستكون كبيرة
من حيث مردودها الاقتصادي والاجتماعي والصحي على المنطقة.

### السد الصغير
تقدر قدرة استعابه مليوني متر مكعب وهو يتربع على مساحة هامة مما يجعل من استغلاله في المجال الاقتصادي لتلبية احتياجات الفلاحة من السقي والري وبالضخ المطلوب لمحطات تصفية المياه الصالحة للشرب ويعتبر أمرا هاما خاصة في مجال تربية الأسماك عن طريق إنشاء مجموعات استثمارية في هذا المجال.

## السياحة

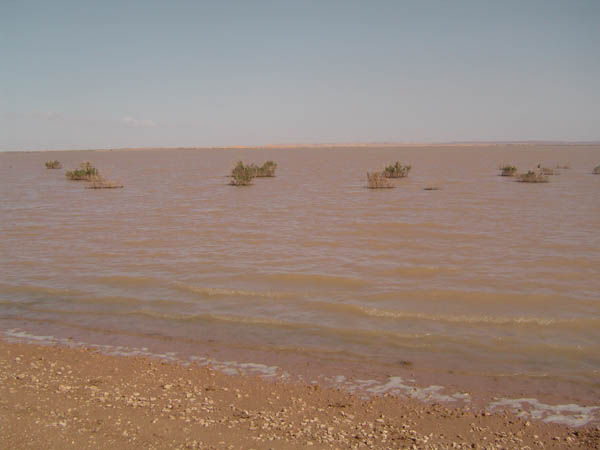

تزخر دائرة العبادلة بمؤهلات سياحية متنوعة ومميزة فهي تتوفر على مواقع طبيعية جد رائعة تفتح الأبواب واسعة للسياحة البيئية وضرورة المحافظة على المحيط الذي يتميز بها، فيوجد بها القصور القديمة والمناظر الصحراوية الخلابة انتشار الغابات الفر سيق والاثل والرتم والطلح..الخ وكذا الجبال ذات الأشكال الرائعة والمناطق الأثرية القديمة والرسومات الحجرية القديمة وغيرها من إمكانيات وهذا ما يجعل الطبيعة بها ترتسم بأفضل الأشكال، الأبعاد والألوان بالنظر إلى ذلك التنوع النباتي الحيواني وحتى الطبيعي.

### السياحة البيئية
السياحة البيئية أو السياحة الطبيعية، هي تلك النوع الترفيهي والترويحي عن النفس والذي يوضح علاقة ارتباط السياحة بالبيئة. فهي سياحة تعتمد على الطبيعة في المقام الأول بمناظرها الخلابة، لذا نجد الأنشطة التي ترتبط بالسياحة البيئة تتمثل في: الصيد البري للطيور والصيد البحر للأسماك. وأهم عنصر تقوم عليه السياحة البيئية، هو عدم إحداث إخلال بالتوازن البيئي الناتجة عن تصرفات الإنسان، والتي تكون متمثلة في تصرفات السائح في حالة السياحة البيئية وما قد يحدثه من تلوث فيها. ومن هنا، ظهرت علاقة أخرى، ولكن بين السياحة البيئية ككل وبين مفهوم التنمية المستدامة، حيث تعتبر التنمية إحدى الوسائل للارتقاء بالإنسان. ولكن ما حدث في العديد من المناطق الرطبة في الجزائر هو العكس تماماً، حيث أصبحت التنمية على حساب هاته المناطق إحدى الوسائل التي ساهمت في استنفاذ مواردها وإيقاع الضرر بها بل وإحداث التلوث فيها، ومنها الصيد المفرط والرعي الجائر.

### البحيرة الاصطناعية
تعد بحيرة ضاية الطيور كمنطقة محمية فهي تأوي أنواعا مختلفة من الطيور المهاجرة التي تجد في أحواضها وأشجارها المترامية، الدفء والمأكل خلال فصل الشتاء بحيث تعيش في مياهها اسماك وعوالق بحرية منها «باربوذ الصحراء». وقد ثمنت المحافظة الوطنية للسهوب فكرة إنشاء البحيرة الاصطناعية والتي ستساهم لا محالة في التنوع البيولوجي النباتي منه والحيواني وستكون محطة للطيور المهاجرة بعد أن استقطبت لعدد هائل من الطيور المائية المقيمة والمهاجرة بين القارات وفيما يخص حالة الجزائر التي تنتمي إلى الشمال الإفريقي الذي يعتبر المعبر الأساسي للطيور المهاجرة بين قارتي أوروبا وإفريقيا يجعلها تكون جد معنية بهذا الأمر.

### الحظيرة الوطنية
تهدف إلى محافظة على التنوع البيئي لمناطق العبادلة وتاغيت الواقعتين على بعد أكثر من 97 كم جنوب بشار ومنطقة زوزفانة الواقعة شمال عاصمة الولاية وتتوفر هذه المناطق فضلا عن واحات النخيل والمواقع الطبيعية على عدة مواقع أثرية منها محطات الرسوم الصخرية بمنطقتي تاغيت مرحومة والعبادلة إلى جانب الكهوف والمغارات التي تعد بمثابة ملاجئ ومعالم جنائزية ومما زاد من قيمة هذه المواقع التي تشكل محل استقطاب للسياح الكثبان الرملية التي تعتبر من أكبر الكثبان الرملية في العالم منها كثبان. منطقة تاغيت التي يبلغ ارتفاعها 200 متر.

### المناطق الرطبة
إن شساعة سهل العبادلة وما يحتويه من مناطق رائعة، مثل ضاية الطيور، وادى قير، سهل العبادلة، الكثبان رملية وأنواع النبتات من خضروات وأشجار ونخيل مع توفر الماء على طول السنة وقرب السد الصغير، بيد أنّ هذا الخزان البيئي الضخم موسوم بـ«الهش»، لذا يشدد باحثون وخبراء على ضرورة إعادة تأهيل المناطق الرطبة عبر منحها ستارا نباتيا لتجاوز ما يطبع هذه الرئة المفضلة عند عشاق الطبيعة.

## الثقافة الشعبية
رقصة هوبي

تشتهر قبيلة ذوي منيع برقصة فلكلورية مميزة تسمى هوبي وهي أحد التعبير الثقافي وتشبه هذه الرقصة الكثير من الرقصات الشعبية المرتبطة باحتفاليات الزواج في كثير من البلدان لكنها تحمل الكثير من الخصوصية كذلك والتي اكتسبتها عبر مراحل التاريخ الطويل، أما سبب تسمية الرقصة بـ «هوبي» فذلك لأن الكلمة تتردد كثيراً أثناء الرقص ويبقى واضعها مجهولاً حتى اليوم[2].
أهم مميزاتها:
كلمة “هوبي” تعني اقتربي، وتبدأ هذه الرقصة بمواويل خاصة تسمى “بونكَطة” يأخد منها ما يعرف بالحماية. وعادة يبدؤون بكلمة: “صلى الله على سيدنا محمد”:”يالهاشمي يا رسول الله". فمنهم من يدق ومنهم من ينقر بكفيه، ثم تبدأ “الماية” وهي حركة تسخينية يعتمد فيها بالضرب بالأكفف وردس الأرض بالأرجل، وتتقدم البنات إلى وسط الحلقة في تعرج وتمايل إلى أن يتواجهن مع الرجال فيردد الرجال كلمة هوبي هوبي بسرعة فائقة تجعل من صوت الراقصين نغمة خاصة وإيقاع مميز فيجلبهم إلى الحركة والتمايل كل هذا يتناسب والإيقاع. ومن مميزات هذه الرقصة أنها لا تعتمد على أية آلة موسيقية.
- مسجد الرحمة أكبر مسجد بالولاية
- العديد من القرى

تتكؤن دائرة العبادلة من عدة قراى فلاحية اصغرها جرف الباردة
شكل الرئيس بومدين القرى الاشتراكية، مغيرا الملكية الفردية للأرض. كان على الفلاحين تقبل الامر، قروض من الدولة، بذور، ومعدات فلاحية، فالانضمام للعملية. بعد 1974، وإدامة لهذا النهج، 10 هكر ل60 ألف قروي، داخل 6000 قرية. كانت النتائج الأولية مشجعة، وكان طموح بومدين، 1700 قرية نزيلة 140 ألف فلاح. مع موت الرئيس، انقطع الدعم عن هذه القرى، كانت خسائر الميزانية والإنفاق الكبير عليها كبيرين. الإنتاجية الضعيفة أكلت فوائدها، فقررت حكومة الشاذلي التركيز على البنى التحتية، السدود ومنشآت السقي. أهم الأحداث، تخلص الدولة من هذه القرى لصالح الملكية الفردية بين 1980-84. 700ألف هكر للفلاحين الخواص، بزيادة للقطاع الخاص 5 ملايين هكتار. حررت السوق معطية توجها نحو زيادة المنتوجية، صار بعدها 80 هكر لكل فلاح
- سهل مساحته 30 الف هكتار يخترقه واد قير
- مراعي واسعة في السنوات المطيرة من أهم نباتاتها الطبيعية الفرسيك والاتل والرتم والطلح..الخ.

تعتبر الثروة الحيوانية في سهل العبادلة بيئة مناسبة لتربية أنواع الماشية بسبب اتساعها وموقعها الطبيعي وتمتعها بأنواع المناخ في المناطق الحارة والباردة وتعتبر الثروة الحيوانية بولاية بشار أحد الأسس التي يعتمد عليها الدخل الفردي والثروة الغنمية إحدى الأعمدة الأساسية لها وتشهد هده منطقة في السنوات الأخيرة زيادة مطردة في إعداد هذه الثروة، وذلك لما تتمتع به من خصوصية لإعطاء إنتاجية جيدة وما تدخره من عوامل وراثية حسنة.
- تعتبر مجال حيوي لنمو الاعشاب الطبية والكماة (الترفاس)

منذ وجود الإنسان على سطح الأرض عرف أسلوب العلاج بالنباتات والأعشاب الطبية والطبيعية بالفطرة والتجارب الذاتية. وقديما كانت جميع الأمراض والآلام تعالج بالأعشاب. ومع مرور الأيام وتطور الحضارات ظهرت الأدوية المصنعة كيميائيا لتنافس الأعشاب. وبفضل التقدم العملى والتكنولوجي السريع استطاع الإنسان تدريجيا الاستغناء عن الأعشاب في العلاج واستبدالها بالأدوية والعقاقير الكيميائية. ورغما عن ذلك فإنه في الوقت الحاضر استطاعت الأعشاب جذب الأنظار من جديد لتصبح مثار الحديث بين العلماء والأطباء والمرضى على السوء ما بين التأييد والرفض.
إن النباتات والأعشاب الطبية تختلف عن النباتات الأخرى في احتوائها على مواد لها تأثير طبى وأصبح لها القيمة الدوائية المطلوبة. وقد أمكن حصر النباتات المستخدمة في العلاج الشعبي واستخلاص مكوناتها الفعالة وتنقيتها سواء كانت هذه المكونات الفعالة في الأوراق أو السيقان أو الجذور أو الأزهار أو البراعم. هذا وقد كانت هناك جهود كبيرة لدراسة طرق تكاثر وإنتاج النباتات الطبية بنظام الزراعة المكثفة بدلا من طرق الحصول عليها من أماكن تواجدها المنتشرة في الطبيعة سواء كانت الصحارى أو المناطق النائية. وجدير بالذكر أن قدماء المصريين كانوا أول من استخدم النباتات والأعشاب الطبية والعطرية في مختلف المجالات الطبية والغذائية.
- اثبتت الدراسة الجيولوجية انها منطقة غنية بالثروات المعدنية حيث اكتشف بها الغاز الطبيعي

1. ↑  Population, superficie et densité des communes au 31.12.2009, sur le site officiel de la wilaya de Béchar. Consulté le 23/02/2011. نسخة محفوظة 23 يناير 2016 على موقع واي باك مشين.
2. ↑  GeoNames (بالإنجليزية), 2005, QID:Q830106